# 星つむぎの村
星つむぎの村（ほしつむぎのむら）は、「すべての人に星空を」を理念とし「星を介して人と人をつなぎ、ともに幸せをつくろう」をミッションとする一般社団法人である。「天文学と社会の関係の新しいあり方を示す先進例」として2024年度日本天文学会天文教育普及賞受賞。星をキーワードとし、科学的な根拠に基づきつつ「物語」に重きを置く活動を行う。

## 概要
移動式のプラネタリウムや星空観望会、星や宇宙に関するワークショップを行うほか、村の理念やコンセプトに共感する「村人」を主体とした活動を展開する。プラネタリウムは、実際の星空を観ることが難しい人々を対象とした「病院がプラネタリウム」のほか、一般向けの出張プラネタリウムやコンサート形式（生演奏）でも実施しており、オンラインで星を届ける「フライングプラネタリウム」にも積極的に取り組む。
2004年に山梨県立科学館プラネタリウムで行われた「プラネタリウムワークショップ」をきっかけとして生まれたボランティアグループ「星の語り部」と、平原綾香が歌った「星つむぎの歌」プロジェクトに関わったメンバーからなる旧「星つむぎの村」を母体とし、2016年に新生「星つむぎの村」として組織される。2017年6月、一般社団法人となった。
共同代表（代表理事）は跡部浩一と高橋真理子。テーマソングは星つむぎの歌。

## 来歴

### 前史
1997年、名古屋大学の大学院に在籍していた高橋真理子が山梨県立科学館の準備室に採用され、1998年に開館した同館の天文担当となる。1999年、「ライトダウン甲府バレー」（2014年から「ライトダウンやまなし」）が始まる。2003年、小学校教員の跡部浩一が同館の天文担当に配属（2006年まで在職）。

### 星の語り部
高橋は「プラネタリウムの自分化」をキーワードに、来館者がプラネタリウムに主体的にかかわるありかたを考えつづけていた。2003年ごろ、ワークショップという方法論に刺激を受ける機会が多かったこととあわせて若宮崇令（当時、日本プラネタリウム協会会長・川崎市青少年科学館館長）が提唱した「見るプラネタリウムから使うプラネタリウムへ」という観点からヒントを得、「プラネタリウムワークショップ」という概念を発案。跡部とともに2004年1月から3月にかけて実施したことをきっかけに、科学館のボランティアグループであるサイエンスシップクルー「星の語り部」が立ち上がる。プラネタリウムワークショップやプラネタリウム番組「夕涼み投影」の制作、ライトダウン甲府バレー（ライトダウンやまなし）やサイエンスアゴラへの参加、病院・高齢者施設などへの出前プラネタリウム、東日本大震災の復興支援などの活動を継続的に行った。2016年、星つむぎの村に移行。

### 「ユニバーサルデザイン」から「星を届ける」活動へ
星の語り部のなかから、視覚障がいを持つ人と宇宙を一緒に感じられるプログラムができないか、との声が挙がり、実際に視覚障がい者の参加があったことから、副音声つきのプラネタリウム番組制作や「点図」によって星を表す試みが始まった。
2006年、「あらゆる人々と『宇宙や星について、共に感じ共に学ぶ喜びを共有する方策を考える』」ことを目的に、天文教育普及研究会にユニバーサルデザインワーキンググループ（代表：嶺重慎）が設立され、高橋らが参加。
2007年、「視覚情報がなくてもプラネタリウムを楽しむ」とのコンセプトのもと、プラネタリウム番組「星月夜～めぐる大地のうた」を制作。同年6月17日、山梨県立科学館がホストとなって「ユニバーサルデザイン天文教育」をテーマとする天文教育普及研究会関東支部会を開催した。この場に、国立天文台の林左絵子（英語: Saeko_Hayashi）の紹介で山梨大学附属病院小児科の犬飼岳史が参加したことがきっかけとなり、病院に出張してプラネタリウムの投影を行う試みが始まる。
2010年6月、国立天文台三鷹キャンパスで第1回「ユニバーサルデザイン天文教育研究会」が行われ、星の語り部メンバーが活動を紹介した。
2011年、星の数や明るさを点図で示したユニバーサルデザイン絵本『ねえ おそらのあれ なあに』（さく：ほしのかたりべ）を出版。本作品はプラネタリウム番組にもなった。
2013年春、山梨県立科学館から高橋が独立して同館の天文アドバイザーとなり、個人活動として「星空工房アルリシャ」を立ち上げる。
2013年9月、国立天文台三鷹キャンパスで「第2回ユニバーサルデザイン天文教育研究会 ～共有から、共生、共動へ～」が行われ、星の語り部と山梨県立科学館の活動報告がなされた。
小児病棟を訪問してプラネタリウムを実施する活動に対して助成金を得たことを機に、2014年から活動が本格化。プロジェクト名を「病院がプラネタリウム」とし、全国の小児病棟や重症心身障害病棟、難病の子どものもとに星を届ける活動が広がってゆく。
2014年11月1日、山梨県立科学館がホストとなって「ユニバーサルデザイン天文教育研究会イン山梨 ～プラネタリウムにおける聴覚情報保障～」を開催、プラネタリウムを手話で伝える試みが紹介された。
2015年11月19日、第57回日本小児血液・がん学会学術集会／第13回日本小児がん看護学会学術集会において「病院がプラネタリウム」の体験コーナーが設けられ、10分バージョンで計200名を超える医師・看護師が鑑賞。翌2016年12月16日、第58回日本小児血液・がん学会学術集会／第14回日本小児がん看護学会学術集会の2学会合同シンポジウム「笑顔のたね」において招待講演を行った。
2016年、高橋が山梨県立科学館から離れたことを契機に「星の語り部」が任意団体「星つむぎの村」に移行。
このころ、福島県立医科大学附属病院で治療が困難であると宣告された星好きの子どものもとを8日後に訪問することになったにもかかわらず、直前になって子どもの病状が悪化し、星を見てもらえないまま亡くなるという痛恨のできごとがあった。この体験から、オンライン中継で星を届ける「フライングプラネタリウム」の構想が具体化する。
2016年9月、国立天文台三鷹キャンパスで行われた「第3回ユニバーサルデザイン天文教育研究会〜教材研究ワークショップ」に「星つむぎの村」メンバーが参加。
2017年、星つむぎの村の法人化を機に「病院がプラネタリウム」の活動が星空工房アルリシャから星つむぎの村に移管される。
2018年3月26日、福岡市で行われた世界天文コミュニケーション会議(CAP)2018にて高橋が「病院がプラネタリウム」について発表、反響を呼ぶ。
2018年3月をもって跡部が小学校教員を退職。病院がプラネタリウムをはじめとする星つむぎの村の活動がさらに活発になる。
2018年11月、フライングプラネタリウムが始動。病院だけでなく、遠隔地の個人宅にもリアルタイムで星空を届けることが可能となった。2020年の新型コロナウイルス禍をきっかけとしてその需要が高まっており、「オンラインで天文教育・普及」がメインテーマとなった同年8月の日本天文教育普及研究会の年会において、実践的な取り組みを行う存在として高橋が最終日のパネルディスカッションに登壇した。
2023年7月7日（七夕）から8月22日（伝統的七夕）にかけて、遠出をすることが難しい子どもとその家族が過ごしやすい場所としての『星つむぐ家』の建設支援を呼びかけるクラウドファンディングを実施。8月16日には寄附金が目標額として設定した600万円を突破し、最終的には570人から約860万円が寄せられた。
2023年8月7日から11日にかけて福島県郡山市で開催されたアジア太平洋地域の天文学に関する国際会議"APRIM2023"（主催：国際天文学連合ほか）の開会式に招かれた秋篠宮妃紀子が、英語でのスピーチのなかで、星つむぎの村のプラネタリウムを体験したことについて「貴重な経験」「まるで宇宙を旅しているような気持ちになった思い出を大切にしています」と述べた。
令和6(2024)年度版小学校教科書『国語』6年（光村図書）の読書単元「本は友達」の教材として、高橋の著書『星空を届けたい 出張プラネタリウム、はじめました！』が採用されることになった。
2025年1月28日、星つむぎの村の「インクルーシブな社会を目指す指す天文教育普及活動」に対して2024年度日本天文学会天文教育普及賞の受賞が発表された。国際天文学連合（IAU）が2018年に策定した「戦略計画2020-2030」の「目標」には「天文学のインクルーシブな発展を促進する」「市民の天文学への関わりを促進する」「学校教育レベルで天文学の利用を推進する」が掲げられている。受賞理由では、こうしたIAUが目指す方向と星つむぎの村の活動が合致することを踏まえて「天文学と社会の関係の新しいあり方を示す先進例」とされ、「ありたい未来社会をみんなで作り上げてゆく社会運動のひとつ」と評された。
令和7(2025)年度版の中学校教科書『道徳』3年（日本文教出版）にも『星空を届けたい 出張プラネタリウム、はじめました！』が採用された。

### 星つむぎの歌
2007年、宇宙航空研究開発機構(JAXA)による「宇宙連詩」に触発された高橋が「宇宙連詩山梨版」（主催：山梨県立科学館、山日グループ）を発案。「みんなで星を見上げ、その想いをつむいで共に歌をつくりましょう」との呼びかけのもと、作詞家で詩人の覚和歌子がつむぎだした最初のフレーズ「空の青さがなつかしいわけは」に続く歌詞が1行ごとに順次公募された。半年かけて2167名から寄せられた2690通から、覚がひとつひとつ選び、つむぎだすことで、『星つむぎの歌』（作詞：星つむぎの詩人たち・覚和歌子、作曲：財津和夫、歌唱：平原綾香）が生まれた。
2008年1月12日、山梨県立科学館で行われた「星つむぎの歌」完成ライブ＆トークに平原綾香や財津和夫、覚和歌子がゲストとして登場。翌日からプラネタリウム番組「星つむぎの歌」も公開された。
2008年3月9日、日本科学未来館で行われたJAXA主催の第2期宇宙連詩完成披露シンポジウムで「星つむぎの歌」が紹介され、谷川俊太郎と覚和歌子の対談が行われた。
2008年3月12日、甲府で中学時代を過ごした宇宙飛行士・土井隆雄が国際宇宙ステーション日本実験棟「きぼう」の打ち上げ第1便となるスペースシャトル・エンデバーで2回目の宇宙飛行を行った。土井は贈られていた『星つむぎの歌』のCDを持参しており、そのCDをスペースシャトルの船内に浮かべ、窓越しに見える国際宇宙ステーションの太陽電池パドルと地球を背景に写真を撮った。3月19日、土井夫人のリクエストによって『星つむぎの歌』がウェイクアップコールとして地上から国際宇宙ステーションに送信された。それを聞いて目覚めた土井は、歌の制作にかかわった人々に感謝の言葉を述べた。
2008年10月25日、ライトダウン甲府バレーの（山梨県立）科学館会場に土井隆雄と平原綾香がゲストとして来場。
2009年4月、プラネタリウム番組「星つむぎの歌」が、絵本として出版される。
2009年、第76回（平成21年度）NHK全国学校音楽コンクール の「小学校の部 全国コンクール」のスペシャルステージ委嘱作品に選定され、10月10日にはNHKホールにおいて3000人による合唱が行われた。
2009年10月31日から11月3日まで日本科学未来館とその周辺で行われたサイエンスアゴラ2009では、4日間の締めくくりとなる総括セッション（未来館ホール）において参加者全員による合唱（手話付き）が行われた。
2010年、星つむぎの歌プロジェクトにかかわった高橋真理子・覚和歌子らによって旧「星つむぎの村」が発足。
2011年9月11日、山梨県立科学館にてJAXAタウンミーティング「宇宙活動は人類を幸せにするか」が開催され、土井隆雄と藤井孝蔵（JAXA宇宙科学研究所副所長）がゲストで来場、「星つむぎの歌」が合唱された。
2016年、新生「星つむぎの村」のスタートに伴って「星つむぎの歌」が村のテーマソングとなった。
2023年9月24日、山梨県立県民文化ホールにて星つむぎの歌15周年記念コンサートが開催された。覚和歌子の指揮のもと、歌が生まれたころに生を受けた高校生140名（山梨県合唱連盟に加盟する11校の生徒）を中心に、星つむぎの村の村人と山の都ふれあいコンサートのメンバーも加わって合唱を行った。

## 村人
星つむぎの村では、村の理念やコンセプトに共感し、年会費を納める人を「村人」と呼ぶ。村人から発案されたさまざまな「村人企画」が行われている。なかでも、村人が関わる形で広汎なつながりを持って活動する「みんなでプラネタリウム」は2018年に愛知県大府市で初めて実施され、2019年には神奈川県横浜市と新潟県柏崎市でも行われた。2018年12月と2020年1月に名古屋大学医学部附属病院で行われた最大規模の「病院がプラネタリウム」は、2022年に活動を開始し2023年に法人化された愛知こどもホスピスプロジェクトに影響を与えている。

### 共同代表

#### 跡部浩一
（あとべ こういち）
#ライトダウンやまなし実行委員会事務局長、スターラウンド八ヶ岳実行委員会事務局長。

元小学校教員。2003年、山梨県立科学館に配属され、2006年まで天文担当として在職。「星の語り部」の名付け親であり、科学館を離れてからもその活動を率いた。

ライトダウン甲府バレー（現在のライトダウンやまなし）の広報普及に尽力し、科学館に在職した3年間で、消灯に参加する店舗・施設が飛躍的に増えた。その後もライフワークとして取り組んでいる。

2005年、高橋とともにプラネタリウム番組『戦場に輝くベガー約束の星を見上げて』を制作。天文航法と1944年に開発された高度方位暦に着目した本番組は、山梨以外のプラネタリウムでも多数上映され、小説、ラジオドラマ化も行われた。2014年にはプラネタリウム番組の完全リメイク版がリリースされた。

2016年、高橋とともに星つむぎの村を設立、共同代表を務める。2018年、34年間務めた教職から離れ、星つむぎの村における業務に専念することとなった。

#### 高橋真理子
（髙橋真理子、たかはし まりこ）
1970年、埼玉県生まれ。星空工房アルリシャ代表、宙先案内人（そらさきあんないにん、Cosmos Navigator）。つなぐ人フォーラム共同代表。山梨県立大学非常勤講師。日本大学芸術学部・帝京科学大学・山梨大学でも非常勤講師を務めた。

高校3年時にオーロラと星野道夫の存在に触れ、強く惹かれる。北海道大学理学部在学中の1990年、アラスカで星野と対面。北大の地球物理学科を卒業後、名古屋大学大学院の博士課程でオーロラを研究していた1996年、星野の訃報に接した。それをきっかけに、「科学と社会をつなぎたい」との思いを新たにし、大学4年時に抱いた「いつかミュージアムをつくりたい」という夢も思い出す。

1997年、山梨県立科学館準備室に採用され、1998年の山梨県立科学館開館と同時に天文担当となる。メッセージ性の強いプラネタリウム番組を数多く制作し、プラネタリウムと科学館（博物館）の存在意義を問いかけ、市民参加やユニバーサルデザインを重視するなど、「つなぐ」「つくる」「つたえる」をキーワードとしたユニークで先駆的な取り組みが際立った注目を集める。

2010年3月、メガスターIIA（大平技研）の初号機とステラドームプロ（アストロアーツ）、Uniview（オリハルコンテクノロジーズ）などからなるハイブリッド式のプラネタリウム「プレアデスシステム」を山梨県立科学館が全国初導入。高橋が率いる山梨県立科学館のプラネタリウムはソフトとハードの両面から高く評価され、日本経済新聞2012年7月28日付の『個性派「プラネタリウム」ベスト10』では、世界を代表するプラネタリウムとも評される名古屋市科学館、アジア最古のプラネタリウムの伝統を継ぐ大阪市立科学館につづいて全国第3位にランクインした。

2011年から、高橋個人の取り組みとして、小林真人や山本晶子とともにUniviewを駆使したコンサート「SPACE FANTASY LIVE」を開始。

2013年、星野道夫が死去した年齢を迎えることを機に山梨県立科学館（主任学芸主事）を退職、星空工房アルリシャを設立。「つなぐ」「つくる」「つたえる」に加えて「とどける」に軸足を置くようになる。2016年まで山梨県立科学館の天文アドバイザーを務めた。

2016年、跡部とともに星つむぎの村を設立し、共同代表を務める。

2018年に刊行した『星空を届けたい 出張プラネタリウム、はじめました！』は、令和6(2024)年度版小学校教科書『国語』6年（光村図書）の読書単元「本は友達」の教材となった。毎年、数十万人の児童が夏休み前に学習することになる。本単元には、高橋が本書の最終章の冒頭に「わたしに一番大きな影響を与えた」と記している星野道夫の作品が平成14(2002)年度版から22年間にわたって掲載されてきた。令和7(2025)年度版の中学校教科書『道徳』3年（日本文教出版）にも同書が採用された。

著書（単著）
- 『人はなぜ星を見上げるのか 星と人をつなぐ仕事』（新日本出版社、2016）

公益社団法人全国学校図書館協議会選定 第50回夏休みの本、第29回読書感想画中央コンクール指定図書
- 『星空を届けたい 出張プラネタリウム、はじめました！』（ほるぷ出版、2018）

令和6年度版 小学校教科書『国語』6年（光村図書） 読書単元「本は友達」教材
令和7年度版 中学校教科書『道徳』3年（日本文教出版）教材
- 『すべての人に星空を 「病院がプラネタリウム」の風景』（新日本出版社、2020）

著書（訳）
- Heifetz,Milton D.(著)/Tirion,Wil(画】)松森靖夫(編訳)/岩上洋子(訳)/高橋真理子(訳)「星空散歩ができる本 北半球版」（恒星社厚生閣、2002/3） ISBN 9784769909613
- Heifetz,Milton D.(著)/Tirion,Wil(画】)松森靖夫(編訳)/岩上洋子(訳)/高橋真理子(訳)「星空散歩ができる本 南半球版」（恒星社厚生閣、2002/7） ISBN 9784769909682

受賞
- 2004年 日本ミュージアム・マネージメント学会賞
- 2008年 人間力大賞・文部科学大臣奨励賞（日本青年会議所）
- 2013年 博物館活動奨励賞（日本博物館協会）
- 2019年 第42回巌谷小波文芸賞・特別賞（日本青少年文化センター）

### 顧問
覚和歌子
作詞家・詩人。
丸尾めぐみ
作・編曲家、鍵盤楽器演奏家。

## 活動内容
対面やリモートでのプラネタリウムのほか、星空観望会、ワークショップ、クリエイト・アート活動、グッズの頒布、イベントへの出店、復興支援、村通信、本の森だより、星の寺子屋・星の子クラブといった活動を行っている。

### プラネタリウム
実際の星空を観ることが難しい人々を対象とした「病院がプラネタリウム」と、一般向けの「キャリングプラネタリウム」、生演奏とともにコンサート形式で行われる「スペシャルプラネタリウム（SPACE FANTASY LIVE）がある。
実施形態としては、直接足を運んで投影を行う「出張プラネタリウム」と、ネット経由でのライブ投影またはオンデマンド動画を届ける「フライングプラネタリウム」（2018年～）に大別される。
- 出張プラネタリウム：直径4mまたは7mのエアドームを用いる一般的なモバイルプラネタリウムの形式のほか、天井に投影する方式やスクリーンへの平面投影もしばしば行われる[208]。
- フライングプラネタリウム：天井投影に用いる機材一式を貸し出すほか、施設・家庭にあるプロジェクタやディスプレイ、タブレットやスマートフォン端末で視聴することも可能である[208]。詳細はフライングプラネタリウムを参照のこと。

#### 特徴
オリハルコンテクノロジーズから提供されているスペースエンジンUniviewが用いられる。Univiewにはアメリカ自然史博物館とNASAが中心となって作成した全宇宙三次元データベース「デジタルユニバース」が組みこまれており、高精細で奥行きのある映像が解説者の意のままにリアルタイム描画され、地上から138億光年先までの広大な宇宙を自在に旅することができる。
投影で用いられる音楽は、主に小林真人が高橋との活動のために書き下ろした曲であり、映像と生の語りと音楽とが一体化して届くように構成されている。

#### 病院がプラネタリウム
長期入院を強いられている子どもや、夜に外に出る機会のない難病の人々、そしてその家族に対して、星空と宇宙を届けることを目的とする。実施数は2021年末時点で300箇所を超える。子どもや難病の人々のみならず、ともに星を見上げる家族や医療従事者への効果も大きいという。
出張プラネタリウムでは、参加者の状況に応じてエアドームか天井投影を使い分ける。エアドームで実施する場合は天井の高さ（4mドームで2.7m）を必要とし、天井投影においては遮光を要する。NICUやクリーンルームでの投影も行っている。
2018年、「フライングプラネタリウム」が始動。2019年には「病院がプラネタリウム」の実施回数が年間100件に迫っていたが、2020年、新型コロナウイルス感染症の広がりとともに病院や施設への訪問が難しくなった。この状況を機にフライングプラネタリウムが本格化し、2021年末時点で10台のプロジェクターがフル稼働しているという。
秋篠宮妃紀子は、公務で難病ネットのキャンプやあおぞら共和国を訪問した際に何度か体験しており、2023年に天文学の国際会議に招かれた際にスピーチで「貴重な経験」「まるで宇宙を旅しているような気持ちになった思い出を大切にしています」と述べている。矢野顕子は、林公代の紹介で2016年に体験しており、「とても大切な活動」「楽しいの！わくわくするの！」と述べている。

#### フライングプラネタリウム
ネット経由によるライブまたはオンデマンド動画で実施する。天井投影用の機材一式を実施場所に輸送して貸し出すほか、施設・家庭にあるプロジェクタやディスプレイ、タブレットやスマートフォン端末で視聴することも可能である。
ふだんは病室に入れないきょうだいや家族がともに同じ時間を過ごせたり、障害児と健常児が同じライブ投影を観ることによって交流の機会となるメリットもあるという。
2016年1月、前年の小児血液・がん学会/小児がん看護学会で「病院がプラネタリウム」を体験した福島県立医科大学附属病院の看護師から、治療が困難であると宣告された星好きの子どもになんとか見せてあげられないか、との相談メールが届いた。連絡から8日後に訪問することになったが、投影するための機材を発送した後になってから子どもの病状が悪化し、訪問することがかなわない容態のまま亡くなった。この体験から構想が具体化し、2018年に始動した。
2020年の新型コロナウイルス禍をきっかけとして需要が高まっており、「オンラインで天文教育・普及」がメインテーマとなった同年8月の日本天文教育普及研究会の年会において、実践的な取り組みを行う存在として高橋が最終日のパネルディスカッションに登壇した。

### 外部連携プロジェクト

#### ライトダウンやまなし（ライトダウン甲府バレー）
1999年、国立天文台のスターウィークの関連行事として「光害のない本物の暗い空に輝くきれいな星空を見てもらおう」を目的にライトダウン甲府バレーが始まった。「天の川の見える美しい星空を次世代に」を合言葉に、2021年で23回を数える。2014年には「ライトダウンやまなし」に改称。山梨県と県下全市町村から後援を得て、甲府盆地以外にも活動を拡げている。
ライトダウン当日は、20時～21時の消灯が呼びかけられ、多くの店舗・施設・団体・家庭の協力を得ている。毎年、同時間帯にFM-FUJIとFM甲府で特別番組の生放送が行われている。2008年の第10回には、科学館会場に土井隆雄（宇宙飛行士）と平原綾香（歌手）がゲストとして来場した。

#### スターラウンド八ヶ岳
八ヶ岳を取り囲む、山梨県北杜市や長野県南牧村・川上村・原村・富士見町などで行われている観光イベントである。施設や人材を活かし、地域の星見文化の醸成と星空のツーリズムの充実を目指している。
冬期の本地域は、スキー場以外の集客が課題となっていることから、2014年度から「スターオーシャン八ヶ岳」の取り組みが始まった。2018年度から現在の「スターラウンド八ヶ岳」に名称変更された。「スターラウンド八ヶ岳ナビゲーター」養成講座や「星のソムリエ」資格認定講座による人材育成も行われている。
八ヶ岳エリアの特長として、光害が少なめで標高が高いことから星が多く見えること、山と星空の組み合わせが楽しめること、首都圏からアクセスがよいこと、晴天率が高いこと、冬の積雪が少ないこと（スキー場は人工雪が多い）、野生動物による危険が少ないこと（植林による針葉樹林が多く、クマやサルがいない）が挙げられるという。

## パートナー
オリハルコンテクノロジーズ
デジタルプラネタリウムUniviewの共同開発者である高幣俊之が高橋の活動に賛同し、Univewを提供。
ウィルシステムデザイン
プラネタリウムシステム開発者の高尾徹が星つむぎの村のプラネタリウムをハード面でサポート。
あいプラネット
元国立天文台の野田祥代が高橋や跡部とともに星つむぎの村のプラネタリウムの解説を担当。

## 助成団体
- 花王・コミュニティミュージアム・プログラム（2007～2009年、2011年）[230]
  - ※山梨県立科学館サイエンスシップクルー「星の語り部」に対して。
- タケダ・ウェルビーイング・プログラム（2013年、2021年）[58][59][60][231]
  - ※2013年は星空工房アルリシャに対して。
- パルシステム東京（2014年～）[232][233][203][204]
  - ※2014～2015年は「星の語り部」に対して。
- 公益財団法人ドナルド・マクドナルド・ハウス・チャリティーズ・ジャパン（2017年～）[234]
- 日本財団（2018年～）[130]
- 山梨県地域福祉活動補助金（2018年）[130]
- 山梨鈴木助成財団（2018年）[130]
- 日本教育公務員弘済会山梨支部（2019年）[130]
- 太陽生命厚生財団（2019年）[130]
- 三菱財団（2019年）[130]
- 日本歯科医師会、日本財団「歯の妖精「TOOTH FAIRY」プロジェクト」（2020年～）[235]
- 公益財団法人お金をまわそう基金（2020年～）[236][237]
- 山梨メセナ協会（2021年）[238]

## 受賞
- 国際ソロプチミスト山梨・クラブ賞（2016年）[239]
  - 「星を介して人と人をつなぎ、ともに幸せを作り出す」という使命のもと、様々な活動を行っていることに対して受賞。
- 第42回巌谷小波文芸賞・特別賞（公益財団法人 日本青少年文化センター、2019年）[198]
  - 天文学の豊かな知見を基に、病院への出張プラネタリウムのプロジェクトを立ち上げ、星空を子どもたちと共有してきた高い志と未来への提言に対して、高橋真理子が受賞。
- 黒田武彦天文学・社会教育普及奨励賞（2023年）[240]
- 第3回SDGsジャパンスカラシップ岩佐賞 教育の部（学校教育、課外活動、子ども、生涯学習などに関する活動）（2023年）[241]
- 2024年度日本天文学会天文教育普及賞[100]
  - 「ありたい未来社会をみんなで作り上げてゆく社会運動のひとつ」「天文学と社会の関係の新しいあり方を示す先進例」

### 関連
- 「出張！プラネタリウム～星と人をつなぐ宙先案内人」（山梨放送）[242]
  - 第60回科学技術映像祭（日本科学技術振興財団）・部門優秀賞、「日本のチカラ」番組奨励・奨励賞（2018年）を受賞[242]。賞金は「病院がプラネタリウム」の活動資金として寄付された。
- 「YBSふるさとスペシャル 宙先案内人ー星と人をつなぐ出張プラネタリウム」（山梨放送）[160]日本民間放送連盟賞・青少年の部優秀賞（2019年）を受賞。

## 主な講演
- 第30回天文教育研究会（2016年天文教育普及研究会年会）「天文教育で日本を元気にする～宇宙と親しみ、人とつながる～」特別講演「病院がプラネタリウム―ホンモノの星空が見られない人に届ける星空」(2016/8/22)[243]
- 第58回日本小児血液・がん学会学術集会／第14回日本小児がん看護学会学術集会 シンポジウム「病院がプラネタリウム」（2016/12/16）[46][70]
- 病院における遊び環境を考える 第12回公開セミナー「病児の遊びとおもちゃケア」基調講演「星と私たちをつなぐ物語」（国立成育医療センター、2017/3/5）[244]
- 天文学の100年：過去から未来へ ―国際天文学連合100年記念シンポジウム― 「天文学と地域社会とのつながり」（国立科学博物館、2019/5/28）[245]
- バイオメカニズム学会 第26回バイオメカニズム・シンポジウム 夜話(特別講演)「Space Fantasy Live ～宇宙と私たちのつながり」（ロイヤルホテル八ヶ岳、2019/7/5）[246][247][248]
- 公開シンポジウム『星野道夫とガイアの未来』（立教大学ウェルネス研究所、2019/11/10）[249]
- あいサポートとっとりフォーラム 「ひろーい宇宙にひかり輝く 星からのおくりもの」（米子市民文化ホール、2020/1/11）[250]
- オンライン講演会『星を見上げて平和を想う』（三鷹市、2020/8/1 - 2020/8/15）[251]
- 第34回天文教育研究会（2020年日本天文教育普及研究会年会）「オンラインで天文教育・普及」パネルディスカッションとまとめの議論（オンライン開催、2020/8/18）[252]

### 書籍
- 絵本「星つむぎの歌」[120]（響文社、2009）ISBN 978-4-87799-062-6
- 星の語り部＆みついやすし『ねえおそらのあれなあに』[51]（ユニバーサルデザイン絵本センター、2011）ISBN 978-4-903900-21-6
- 高橋真理子『人はなぜ星を見上げるのか 星と人をつなぐ仕事』[116]（新日本出版社、2016）ISBN 9784406060448 [193]
- 高橋真理子『星空を届けたい 出張プラネタリウム、はじめました！』[154]（ほるぷ出版、2018）ISBN 9784593100170
- 高橋真理子『すべての人に星空を 「病院がプラネタリウム」の風景』[196]（新日本出版社、2020）ISBN 978-4-406-06502-3 [14][253]

### 発表・投稿・寄稿
- 高橋真理子、岩上洋子、小野田淳子、鳫宏道、高橋博子、長谷川好世、舩山玲子「幼児向けプラネタリウム投影のための子どもの認識調査」[254]（天文教育 2001年9月号）
- 高橋真理子、松森靖夫「プラネタリウム視聴前後の子どもの変容様態について : 太陽の光の認識を事例にして」[255]（理科教育学研究 2002年3月号）
- 高橋真理子「宙と対話する土地」[256]（ユリイカ2003年12月号 特集＝星野道夫の世界）
- 井上敏「研究会報告1 制度問題研究部会第3回研究会 博物館と経営シリーズ第3回「博物館経営の実際」」[257]（日本ミュージアム・マネージメント学会(JMMA)会報 2009年1号）
- 高橋真理子「来館者調査から見えてくること--プラネタリウム・フェスティバルを事例として」[258]（日本ミュージアム・マネージメント学会(JMMA)会報 2009年2号）
- 高橋淳「ユニバーサルデザイン天文教育 －天文教育普及研究会関東支部会が開催されました－」[32]（天文教育 2007年7月号）
- 藤原晴美「天文の世界と私 －プラネタリウムと再会して－」[33]（天文教育 2007年9月号）
- 高橋真理子、跡部浩一「見えない宇宙だからこそ －プラネタリウム番組副音声と解説用星の点図の試み－」[31]（天文教育 2007年9月号）
- 高橋真理子、跡部浩一「見えない宇宙だからこそ －視覚しょうがいの人たちと楽しむ星の世界－」[27]（天文教育 2007年11月号）
- 嶺重慎「ユニバーサルデザインＷＧの活動報告」）[29]（第21回天文教育研究会集録、2007年）
- 高橋真理子「人が関わりあうプラネタリウム」[169]（全科協ニュース 2008年5月号）
- 伊藤哲也「すべての人に星空を」[18]（Science Window 2008年7月号）
- 高橋真理子・星の語り部「見えない宇宙を共有する ～「星の語り部」の活動～」[19]（第一回ユニバーサルデザイン天文教育研究会集録、2010年）
- 犬飼岳史「小児科病棟での軒下観望会の試み」[47]（第一回ユニバーサルデザイン天文教育研究会集録、2010年）
- 高橋真理子「次世代型プラネタリウム プレアデスシステム開始！」[182]（JSF Today 2010年5月号）
- 高橋真理子「人々が関わり続けるプラネタリウム : オリジナル番組制作を軸に」[170]（博物館研究 2012年8月号）
- 髙橋真理子「人と人をつなぐ天文現象～金環日食を通じた地域連携」[184]（社会教育2012年9月号）
- 高橋真理子・星の語り部「「星の語り部」の活動 ～見えない・聴こえない人たちとのプラネタリウム～」[20]（第二回ユニバーサルデザイン天文教育研究会集録、2013年）
- 犬飼岳史「小児科病棟におけるミュージアム活動の試み」[48]（第二回ユニバーサルデザイン天文教育研究会集録、2013年）
- 高橋真理子・跡部浩一「終わらない物語 プラネタリウム番組「戦場に輝くベガ ―約束の星を見上げて―」」[151]（月刊星ナビ 2014年7月号）
- 高橋真理子、嶺重慎、北村まさみ、高橋淳「ユニバーサルデザイン天文教育研究会イン山梨 ～プラネタリウムにおける聴覚情報保障～」[67]（天文教育 2015年1月号）
- 高橋真理子「天文教育で日本を元気にする～宇宙と親しみ、人とつながる～」特別講演「病院がプラネタリウム―ホンモノの星空が見られない人に届ける星空」」[259]（第26回天文教育研究会集録、2016年）
- 高橋真理子「病院がプラネタリウム―星といのちのつながり -」[46]（『日本小児血液・がん学会雑誌』第55巻第1号、2018年6月）
- Mariko TAKAHASHI「Stars for Everyone: The Practices of “Hospital is a Planetarium”」[78]（Communicating Astronomy with the Public 2018: Fukuoka 2nd Edition、2018年）
- 高橋真理子「すべての人に星空を～CAPでの「病院がプラネタリウム」の実践報告～」[80]（天文教育 2018年7月号）
- 跡部浩一「八ヶ岳における「宙ツーリズム」」[222]（第32回天文教育研究会、2018年）
- 高橋真理子 山梨大学講義「理系女性のキャリア形成」[164]（2020年5月）
- 松本直記、宮本孝志、高橋真理子、桒田敦基、平松正顕「「オンラインで天文教育・普及」パネルディスカッションとまとめの議論」[84]（第34回天文教育研究会集録、2020年）
- 髙橋真理子「すべての人に星空を―病院がプラネタリウムの実践」[248]（バイオメカニズム25巻、2020年）
- 高橋真理子「星と人を繋ぎ続けて」[260]（致知2021年12月号）
- 髙橋真理子・跡部浩一「すべての人に星空を―「病院がプラネタリウム」の実践」[155]（『天文月報』2023年5月号）
- 髙橋真理子・跡部浩一「一緒に星空を見上げたときの子どもの“いい顔”」[261]（『小児看護』2023年5月号）

### メディア
- 伊藤哲也「みんなで紡ぐ宇宙連詩」[262]（Science Window 2008年7月号）
- 星空の下でつながり合う人と人[263]（臨床作業療法 2011年8月号）
- 林公代『病院がプラネタリウム-変化していく子供たち』[44]（三菱電機：DSPACE、2015/6/24）
- 林公代『矢野顕子さん語る「宇宙を知ることは『生きる歓び』を培うこと」』[219]（三菱電機：DSPACE、2016/1/27）[264][220][265]
- 林公代『外に出られない人へ星空を-「フライングプラネタリウム」が示す星の力』[71]（三菱電機：DSPACE、2020/1/21）
- 今村美都「病院がプラネタリウム?! 星空工房アルリシャ」[215]（日本看護連盟 ∞［アンフィニ］2016年 JUL-OCT）
- 「星つむぎの村」、病院へ出張プラネタリウム 30分間の星空[266]（産経新聞、2016/8/19）
- わたしと星野道夫さん 第3回：宙先（そらさき）案内人、高橋真理子さん - 没後20年 特別展 星野道夫の旅[156]（朝日新聞、2016/8/30）
- 著者インタビュー 星と人をつないで 髙橋真理子さん『人はなぜ星を見上げるのか : 星と人をつなぐ仕事』[267]（女性のひろば 2017年1月号）
- 病院から出られない子供に"星空"を見せる 「宙先案内人」という仕事[158]（プレジデントオンライン、2017/6/18）
- “星空の力”を世界に届ける｜サイカルジャーナル[79]（NHKオンライン、2018/6/20)
- 病室の子に星を届けて 「宙先」案内人・高橋真理子さん[157]（毎日新聞、2018/9/24）
- 闘病中の子どもたちに星空を[268]（配信：時事通信、2019/9/24）
- ラジオ深夜便 明日へのことば：星と人をつなぐ 宙先案内人 高橋真理子さん[45][104]（NHK第一、2019/10/15）
- 人権TODAY - 病院がプラネタリウム[269]（TBSラジオ、2019/11/30）
- 幸せはこぶプラネタリウム（読売新聞、2019/12/10）
- 元村有希子「星空を届ける人」[159]（毎日新聞、2019/12/14）
- 闘病中の人に星空を[270]（日本経済新聞ほか、配信：共同通信、2019/12/23）
- ニュースシブ5時[82]（NHK総合、2020/2/14）
- 星を愛おしめば世界はきっと美しい[271]（聖教新聞、2020/6/7、2020/9/6再録）
- 東京プラネタリー☆カフェ[272][273]（TOKYO FM、2020/11/14 , 2020/11/21）
- 入院中の子らに届ける星空の魅力（しんぶん赤旗、2021/2/6）
- 【高橋真理子氏】「病院がプラネタリウム」難病や長期入院中、被災地の子供達に「星空」を届ける[161][216]（ドクタージャーナル、2021/9/9）
- 佐知ちゃん星空に輝く[274]（毎日フォーラム 2022年1月号）
- 大切な今を家族で楽しめるように…難病患う子供や家族向けの“出張プラネタリウム” 満天の星に笑顔の花咲く[133][134]（東海テレビ ニュースOne、2023/5/12）
- 愛知にも「こどもホスピス」を - 亡き娘との思い出を胸に 開設目指す母親の決意[135]（NHK名古屋、2023/5/12）
- 特集『病気や障害で外出困難な子供達に星空を届ける「星つむぎの村」の挑戦』[275]（TBSラジオ、荻上チキ・Session、2023/7/14）
- 林公代『DSPACE 誰もが本物の星空に出会える「家」を作る—「星つむぎの村」の挑戦』 （三菱電機：DSPACE、2023/07/14）
- 国際天文学連合アジア太平洋地域の天文学に関する国際会議開会式 秋篠宮皇嗣妃殿下のおことば[92][94]
- SDGsジャパンスカラシップ岩佐賞 教育の部「病院への出張プラネタリウム「星」を見上げる体験を 星つむぎの村」（朝日新聞デジタル、2023/9/30)[241]
- Dear にっぽん - みんなで星を見上げたら～山梨・北杜 星つむぎの村～[276]（NHK総合、2024/01/28)

### 活動報告
- 星つむぎの村 2019年度アニュアルレポート[5]
- 星つむぎの村 2020年度アニュアルレポート[6]
- 震災復興支援基金「パル未来花基金」2019年度助成グループの活動報告[203]
- 震災復興支援基金「パル未来花基金」2020年度助成グループの活動報告[204]

ほか

### 註釈
1. ↑  滋賀県立琵琶湖博物館の構想に深く関わった嘉田由紀子（元総括学芸員、滋賀県知事選挙立候補まで顧問を務めた）が、あるシンポジウムで用いた「博物館の自分化」という言葉が心に残ったという[12]。
2. ↑  東京大学国際高等研究所カブリ数物連携宇宙研究機構特任教授[34]。専門は星形成・惑星系形成、天文工学[35][36][37]。2017年6月から2年間、日本天文学会第49代副会長を務めた[38]。2021年10月19日、星つむぎの村の全国一斉フライングプラネタリウムに出演[39]。
3. ↑  当時・山梨大学医学部小児科学講座助教[40]。その後、准教授を経て教授に就任[41][42]。
4. ↑  天文分野の科学コミュニケーターが集う国際会議で、2005年からほぼ隔年で開催されている。2018年は世界53か国から443名の参加があった[76]。
5. ↑  3日目のドームセッションTD13[77]にて「Stars for everyone - Practice of “Hospital is a Planetarium”」と題して発表[78]。
6. ↑  佐治晴夫（理論物理学者）[89]や渡部潤一（国立天文台上席教授）[90]、山崎直子（元宇宙飛行士）[91]らから応援のメッセージが寄せられた。
7. ↑  2021年時点で、小学校国語教科書における光村図書のシェアは3分の2を超えており、全6学年分の需要数は700万冊を越える[95]。
8. ↑  新月と満月の日を公募開始および発表の日とし、上弦と下弦の日を締め切りの日に設定した[105][106]。
9. ↑  甲府市立東中学校で3年間を過ごす[110]。中学1年の秋から太陽の黒点観測を始め、山梨県立科学館の前身である山梨県立青少年科学センターに通った[110]。1991年から超新星の観測を始め[111]、1997年に日本人初の船外活動を行った後の2002年と2007年に超新星を発見した[111][112]。土井が親しんだ青少年科学センターのプラネタリウム投えい機は母校に展示されている[113]。
10. ↑  土井はロボットアームを用いて国際宇宙ステーションに「きぼう」の船内保管室を取り付け、入室した。
11. ↑  2010年には、高橋智子（当時、山梨大学医学工学総合研究部准教授。2019年から中央大学法学部教授）[147]によって海上保安庁海洋情報部の倉庫から高度方位暦[148]の現物が発見された[149][150]。
12. ↑  退任時には、佐治晴夫、渡部潤一、若宮崇令などからメッセージが寄せられた[187]。
13. ↑  後書きを兼ねている。
14. ↑  コンサート形式で行われるスペシャルプラネタリウム「SPACE FANTASY LIVE」では、小林や山本晶子の生演奏が高橋の語りと融合する[207]。
15. ↑  しばしば遮光シートを用いて暗い状態をつくる[46]。